# Jeroen Paul Thesseling
Jeroen Paul Thesseling (ur. 13 kwietnia 1971) – holenderski muzyk i kompozytor, wirtuoz gitary basowej.

## Życiorys
Thesseling w 1992 roku dołączył do zespołu Pestilence. Wraz z grupą nagrał wydany w 1993 roku album Spheres oraz odbył trasę koncertową w Europie. Grupę opuścił w 1994 roku. W latach 2003–2005 koncertował z gitarzystą flamenco El Periquinem. Również w 2005 roku uzupełnił skład kwartetu Ensemble Salazhar. W 2007 roku dołączył do niemieckiej grupy muzycznej Obscura. W latach 2009–2012 muzyk ponownie występował w formacji Pestilence. W 2010 roku dołączył do deathmetalowej grupy MaYaN, którą opuścił niespełna rok później. Latem, także 2011 roku m.in. z przyczyn logistycznych opuścił zespół Obscura. W latach 2011–2014 wraz z gitarzystą Tommym Talamancą współtworzył projekt pod nazwą Nufutic.

## Instrumentarium
- Warwick Thumb Neck-thru 7 fretless ebony fingerboard (2017, custom shop)
- Warwick Thumb Neck-thru 7 fretless snakewood fingerboard (2013, custom shop)[8]
- Warwick Thumb Neck-thru 7 fretless ebony fingerboard (2011, custom shop)[6]

## Dyskografia
Studyjne
- Salazh Trio – Circulations (2017)
- Obscura – Omnivium (2011, Relapse Records)
- Pestilence – Doctrine (2011, Mascot Records)
- MaYaN – Quarterpast (2011, Nuclear Blast)
- Obscura – Cosmogenesis (2009, Relapse Records)
- Pestilence – Spheres (1993, Roadrunner Records)

Koncertowe
- Pestilence – Presence of the Past (2015, Marquee Records)

Kompilacje
- Pestilence – Mind Reflections (1994, Roadrunner Records)
- Pestilence – Reflections of the Mind (2016, Vic Records)

Dema
- Ensemble Salazhar – Colors (2008)